# Війна в Іраку (2003—2011)

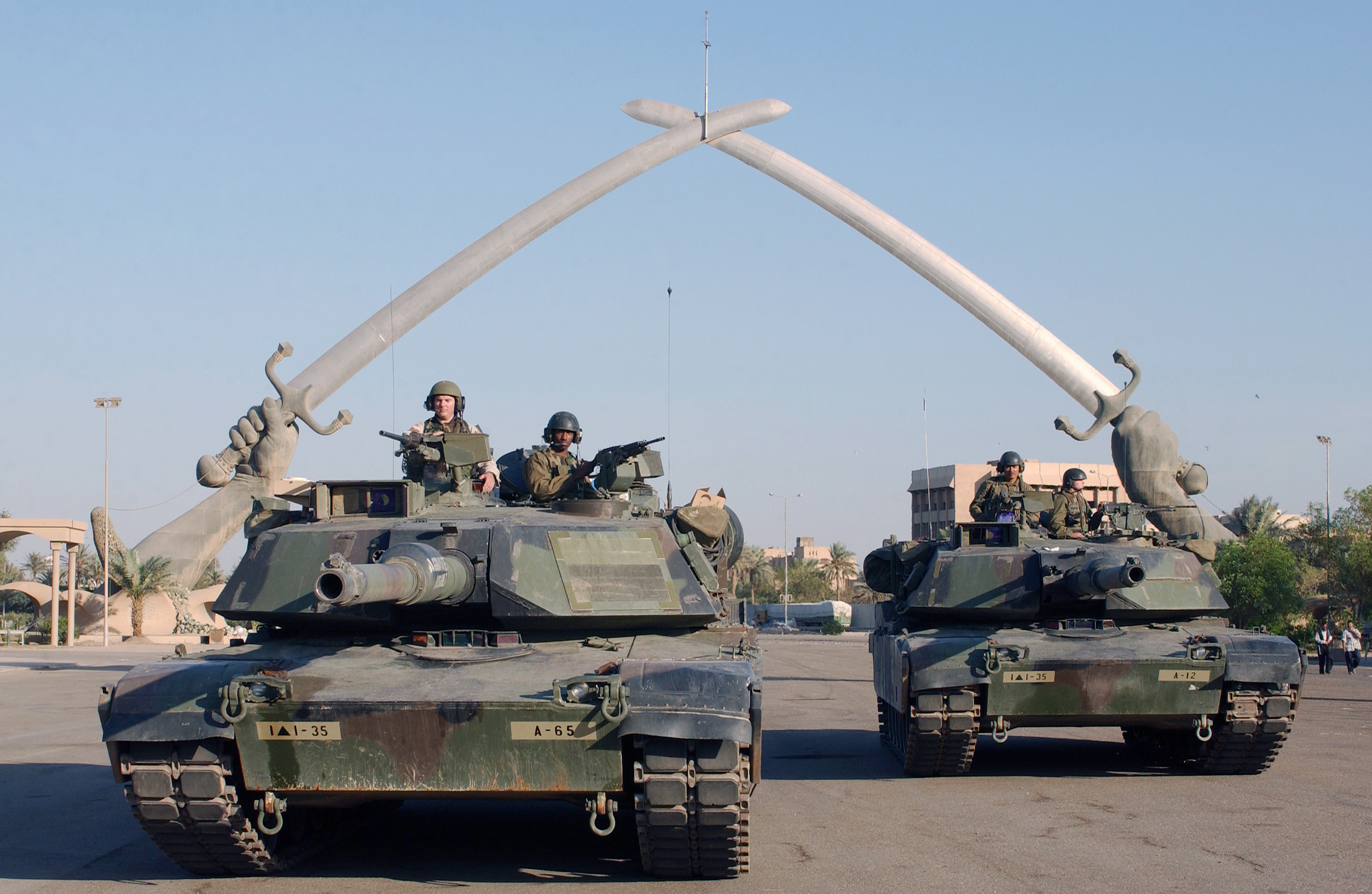
Вхід американських військ у Багдад у 2003 році.

Війна́ в Іра́ку — військовий конфлікт в Іраку, що тривав у 2003—2011 роках. Він розпочався з вторгнення збройних сил міжнародної коаліції під проводом Збройних сил Сполучених Штатів Америки та Великої Британії 20 березня 2003 року з метою повалення режиму Саддама Хусейна.
Головною офіційною причиною війни була оголошена наявність в Іраку зброї масового ураження, а думки щодо обґрунтованості цього твердження значно варіювались серед країн-членів ООН. Деякі офіційні особи США також заявили про зв'язок режиму Саддама Хусейна з міжнародним тероризмом, зокрема рухом «Аль-Каїда». Рішення про застосування військової сили проти Іраку підтримали 45 держав світу. Військові контингенти виділили 32 держави. 98 % військ вторгнення надали США і Велика Британія. Оскільки учасники коаліції не отримали мандат ООН на інтервенцію, легітимність вторгнення була під сумнівом.
20 березня 2003 року об'єднані сили США і антиіракської коаліції почали вторгнення в Ірак, первинне бомбардування було здійснене за концепцією шок і трепет. Операція отримала назву «Свобода Іраку». Офіційний Багдад назвав війну «Харб аль Хавасим» — «вирішальною війною». 9 квітня коаліція взяла Багдад, столицю Іраку. Після приблизно трьох тижнів боїв від початку вторгнення, збройні сили коаліції контролювали майже весь Ірак, поклавши край правлінню Саддама Хусейна та його партії «Баас». 30 квітня—1 травня 2003 року закінчилася первинна фаза вторгнення. Після завершення активних боїв та капітуляції регулярної іракської армії, розпочався період окупації Іраку.
Результатом інтенсивних та тривалих пошуків спеціально створеної урядом США команди для пошуку іракської зброї масового ураження стали всього кілька снарядів із хімічною начинкою. Боєголовки з нервово-паралітичним газом було знайдено в зоні, яку контролював один із союзників США по коаліції — Польща. Це склало разючий контраст із передвоєнними застереженнями про наявність значної збройової програми.

## Політичні аспекти
У своєму зверненні до нації 17 березня 2003 року Президент США Джордж В. Буш вимагав від Президента Іраку Саддама Хусейна та двох його синів, Удея та Кусея, покинути Ірак протягом 48 годин.
Вимогу було відкинуто.
Оскільки вторгнення розпочалось без офіційного схвалення Ради Безпеки ООН, деякі правознавці вважають його порушенням Статуту ООН. Генеральний секретар ООН Кофі Аннан сказав у вересні 2004 року: «На нашу думку та з погляду на Статут ООН, це було нелегально.» З цього приводу не було жодних позовів на підставі міжнародного права.

## Військові аспекти
Військова операція США спершу мала кодову назву Operation Iraqi Liberation («Операція Звільнення Іраку»)  [Архівовано 4 лютого 2021 у Wayback Machine.], що повідомив Арі Фляйшер 24 березня 2003 р., однак була незабаром перейменована на Operation Iraqi Freedom («Операція Свобода Іраку»), назва що її використав Джордж В. Буш 2 квітня 2003 р. На рівні чуток така зміна пояснювалась небажанням адміністрації використовувати назву, що її акронім звучав би як O.I.L. («нафта» англ.)  [Архівовано 16 травня 2008 у Wayback Machine.]. Військова операція Великої Британії називалась Operation Telic, австралійські збройні сили використовували назву Operation Falconer. Чисельність задіяних військ становила близько 100 000 для США і 45 000 для Великої Британії, значно менше для решти країн-учасниць вторгнення. Вторгнення відбулось з території Кувейту. Плани відкриття другого фронту були облишені після того, як Туреччина офіційно відмовилась дозволити використати власну територію для наступу. Сили вторгнення підтримала курдська міліція, чисельністю до 50 000.
Докладна чисельність збройних сил Іраку на початок війни невідома, однак іракські збройні сили вважались погано оснащеними та підготовленими  [Архівовано 12 вересня 2005 у Wayback Machine.] [Архівовано 21 липня 2006 у Wayback Machine.]. Відповідно до оцінок Міжнародного Інституту Стратегічних Досліджень іракські збройні сили налічували 389 000 (350 000 армія, 2000 флот, 20 000 ВПС, та ППО 17 000), парамілітарні з'єднання Федаїнів Саддама налічували 44 000, та 650 000 резервістів  [Архівовано 7 листопада 2005 у Wayback Machine.]. Збройні сили включали 13 піхотних дивізій, 10 механізованих та танкових дивізій та декілька підрозділів сил спеціального призначення. Іракські ВПС та флот не відіграли суттєвої ролі у бойових діях.
Найбільша концентрація іноземних військ в Іраку припадала на жовтень 2007 — 170 тисяч американських солдатів, при цьому сукупна кількість всього міжнародного контингенту на той момент становило 182 тисячі. Так чи інакше в операції міжнародної коаліції брали участь 40 країн. За кількістю військовослужбовців, направлених до Іраку, за США йдуть Велика Британія, Південна Корея, Італія, Польща та Грузія. Такі країни, як Росія, Франція, Німеччина, Китай та Індія з першого дня вторгнення відмовилися підтримувати дії американців.
Станом на квітень 2009 року, в операціях на території Іраку брали участь вояки з понад 20 країн світу, що входили до складу коаліційних сил. На території Іраку було розквартировано 140 тисяч вояків США. У березні 2009 року США оголосили про виведення з Іраку 12 тисяч американських вояків до кінця вересня.

## Участь України в іракському конфлікті

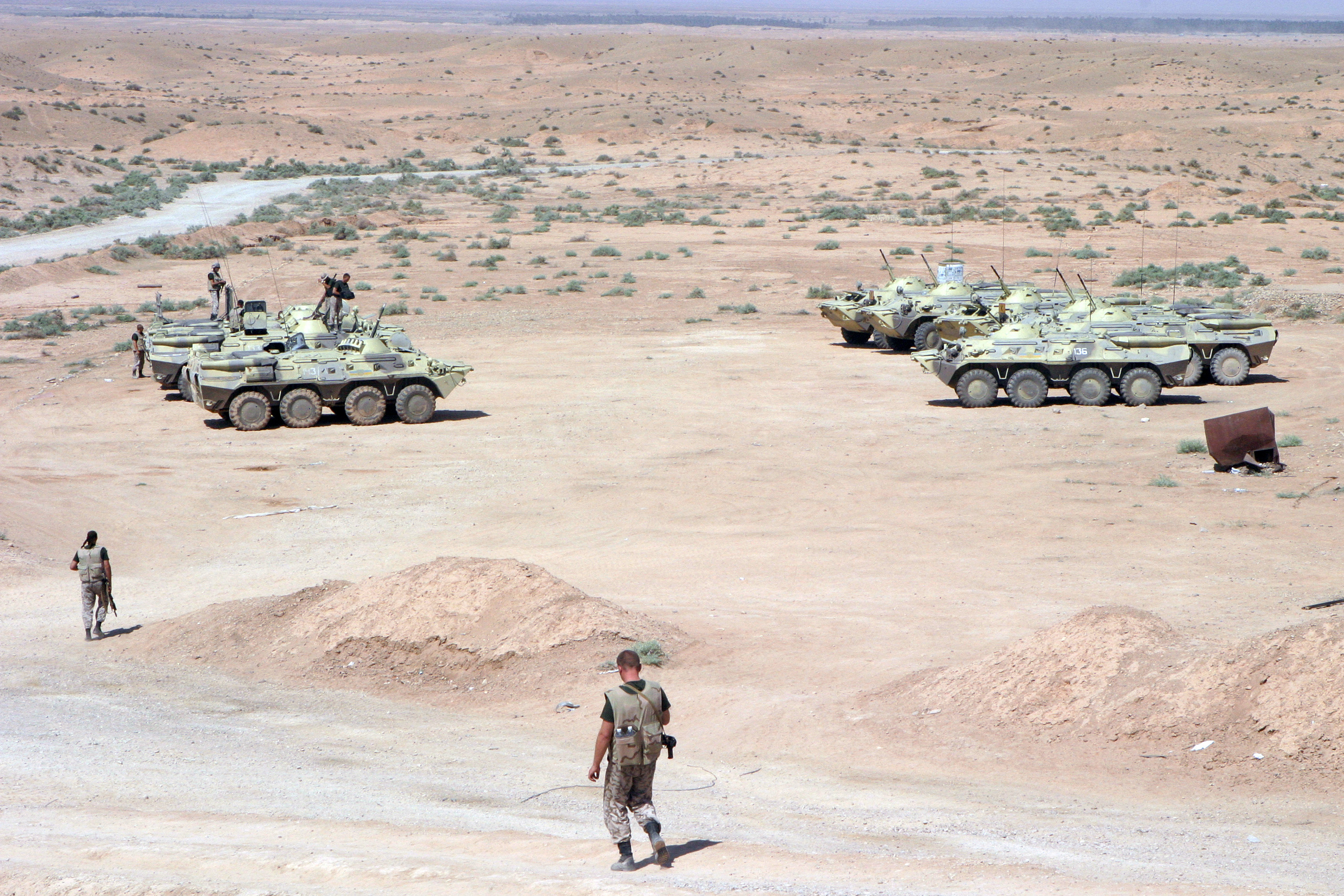
Українські війська в Іраку (серпень 2003 року)

Україна ввела свій контингент на територію Республіки Ірак 11 серпня 2003 року. Контингент складався з 19-го окремого батальйону радіаційного, хімічного та біологічного захисту та 5-ї окремої бригади Сухопутних Військ Збройних Сил України. Загальна чисельність українських військових у зоні конфлікту на початок вересня 2003 становила 1680 осіб на військових базах у містах Ель-Кут та Хіла, а також 10 осіб на території так званої «Зеленої Зони» у місті Багдад. Таким чином, за чисельністю українські сили були третім контингентом після американського та британського. Контингент був виведений з іракської території протягом десяти днів, з 20 по 30 грудня 2005 року, але в Іраку залишилася група військових кількістю до 50 осіб, так званий військовий персонал України в Республіці Ірак. Місце дислокації база «Дельта» в місті Кут.

## Втрати сторін
Військова операція почалася 2003 року з вторгнення коаліційних сил. Президент США Барак Обама заявив при вступі на посаду про виведення американських військ з Іраку 2011 року.
Станом на квітень 2009 року втрати військ США в Іракській війні становили 4266 загиблих, поранених (тільки бойові поранення) — 31 153 особи і один зниклий безвісти.
Загиблими в Іраку вважаються 317 вояків з 21 країни світу. Більше всього втратила Велика Британія — 179 вояків.
Втрати іракського цивільного населення в ході війни невідомі і не можуть бути підраховані з достатньою точністю. За деякими даними, загинуло понад 1 млн осіб. За даними іракського інтернет-сайту «Китабат» усиротілих сімей (що втратили батька) в Іраку налічується понад 200 тисяч, а число дітей у віці від одного до шести років, що втратили батька або матір, або відразу обох батьків, — понад п'яти мільйонів.
31 березня 2009 року Велика Британія почала офіційне виведення свого військового контингенту з Іраку. Улітку 2009 року Ірак мали залишити переважна більшість британських вояків, що знаходяться там.
19 серпня 2010 року Міністерство оборони США оголосило, що остання бойова бригада американських військ облишила Ірак. Військова операція США в Іраку була офіційно завершена 1 вересня 2010 року. 50 тисяч американських вояків залишилися на території Іраку до кінця 2011 року, але тільки як охоронці і консультанти іракських збройних сил. Вони були озброєні, але використовувати зброю мали право лише для самооборони або за прямим наказом іракського уряду.
28 серпня 2010 року Президент США Барак Обама в своєму щотижневому відеозверненні до нації оприлюдненому на блозі Білого дому, назвав Ірак суверенною і незалежною країною.
У липні 2010 американські військові відзвітували про загиблих під час війни в Іраку, опублікувавши звіт Центрального командування США (CENTCOM), проте цей звіт став відомим громадськості лише у жовтні. Методика оцінок кількості жертв військовими у звіті не розкривається, хоча звіт містить в собі найбільший витяг інформації про жертви іракської війни з випущених американськими військовими. Раніше вони неодноразово відмовлялися публікувати такі відомості.
За даними звіту, з січня 2004 по серпень 2008 року в Іраку були вбиті 76 тисяч 939 мирних жителів і співробітників місцевих сил безпеки. 121 тисяча 649 осіб отримали поранення. Втрати серед військовослужбовців коаліції склали 3 тисячі 952 людини. При цьому в документі не вказано, чи враховувалися в підрахунках жертви серед службовців напівофіційних збройних формувань.
Представлені Центральним командуванням дані серйозно розходяться з інформацією іракського відомства з прав людини. Згідно зі звітом відомства, жертви серед мирного населення, армії і поліції країни в період з початку 2004 по кінець жовтня 2008 року склали 85 тисяч 694 людини. Число поранених за цей час оцінюють в 147 тисяч 195 осіб.
За даними організації Iraq Body Count, число загиблих в країні з початку військової кампанії в травні 2003 року до її завершення у вересні 2010-го становить від 98 до 107 тисяч чоловік. Iraq Body Count займається незалежним підрахунком жертв серед цивільного населення Іраку, ґрунтуючись на даних ЗМІ. Дії військових і загроза тероризму змусили понад 2,5 млн іракців покинути свою батьківщину, основний потік біженців припав на Йорданію та Сирію.
США завершили військові операції в Іраку в 2010 році і передали відповідальність за безпеку місцевій владі. Остання колона американських військ залишила територію Іраку через кордон з Кувейтом в ніч на 18 грудня 2011 р. З Іраку були виведені 100 броньованих автомашин і 500 солдатів. На території Іраку залишилися 157 американських солдатів, які навчатимуть місцевих військових, а також загін морських піхотинців, які будуть забезпечувати безпеку посольства США в Багдаді.
Згідно з даними Пентагону, в ході бойових дій безповоротні втрати склали 4487 осіб. Крім того, на території республіки було вбито 2097 американських цивільних службовців. Бойові та небойові санітарні втрати США склали 31 921 і 40 350 осіб відповідно.
У ході кампанії загинули 174 журналісти, які висвітлювали конфлікт.
За даними американської некомерційної організації National Priorities Project, війна обійшлася національному бюджету США більше ніж в 805 мільярдів доларів
На момент закінчення війни видобуток нафти в країні практично вийшов на довоєнний рівень: 2,37 млн барелів на добу проти 2,58 млн барелів за добу за часів Саддама Хусейна.

## Відображення у культурі
- «Покоління вбивць» (англ. Generation Kill) — американський міні-серіал про Іракську війну, екранізація однойменного твору журналіста «Rolling Stone» Евана Райта.
- «Морпіхи» — американський фільм про війну в Перській затоці, наприкінці згадується доля одного з героїв, який продовжив службу в Іраку.